# Renta per cápita
| >$60,000 $50,000 - $60,000 $40,000 - $50,000 $30,000 - $40,000 | $20,000 - $30,000 $10,000 - $20,000 $5,000 - $10,000 $2,500 - $5,000 | $1,000 - $2,500 $500 - $1,000 <$500 No data |

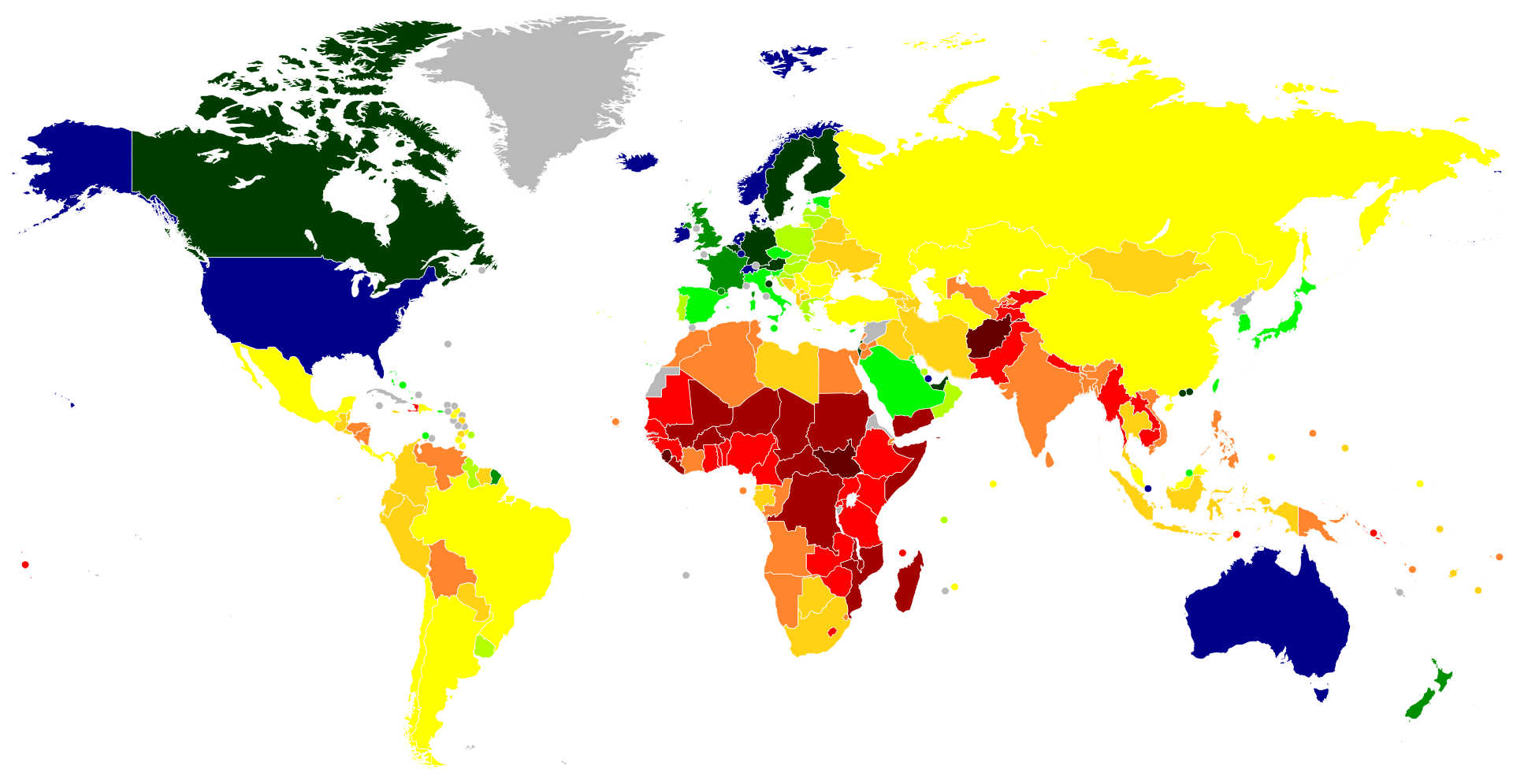
Mapa de países por PIB (nominal) per cápita en 2024, según el Banco Mundial.

La renta per cápita, PIB/PBI per cápita o ingreso per cápita es un indicador macroeconómico de productividad y desarrollo económico. Da idea de las condiciones económicas y sociales de un país considerando el crecimiento real y la fuerza laboral. Generalmente también se utiliza como indicador de bienestar social. Usualmente se considera que la Renta per cápita es la relación que hay entre el PIB y la población de un país. Para obtenerlo, hay que dividir el PIB de un país entre su población.

## Renta como indicador de bienestar

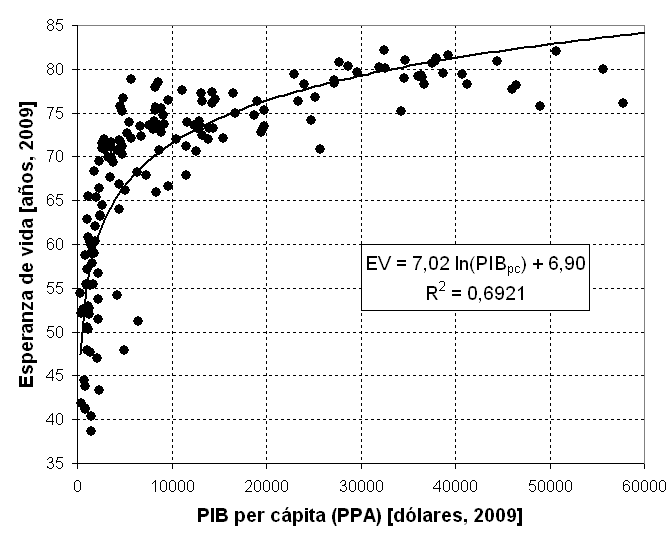
Relación entre la esperanza de vida y el PIB per cápita en 2009. Para los países de renta muy baja existe una relación creciente clara entre ambas variables. A partir de rentas medias la esperanza de vida cambia poco con la renta.

Es un indicador comúnmente usado para estimar la riqueza económica de un país. Numerosas evidencias muestran que la renta per cápita está positivamente correlacionada con la calidad de vida de los habitantes de un país. Esto es especialmente cierto cuando la renta no supera un cierto umbral; sin embargo, para países de mayor renta la correlación entre calidad de vida y renta per cápita se va perdiendo. Es decir, en países muy pobres un incremento del PIB en general supone un aumento del bienestar general de la población, especialmente si la distribución de la renta no es muy desigual. Sin embargo, en los países de renta más alta existe menos relación entre los indicadores de salud, educación y satisfacción general manifestada por los encuestados y el PIB, de ahí que el PIB tenga una utilidad limitada para medir el bienestar de la población. 

## Críticas al uso como indicador
Existen diversas críticas al uso de este indicador como medida del bienestar social o de la calidad de vida de los habitantes de un país. Algunas de estas críticas son:
1. Ignora las desigualdades de la renta. Así, al dividir el total del PIB entre su número de habitantes, lo que hace es atribuir el mismo nivel de renta a todos, ignorando las diferencias económicas entre los habitantes. Para medir aproximadamente la distribución de la renta entre todos los individuos de un país determinado existen indicadores económicos alternativos como el coeficiente de Gini o el índice de Atkinson.
2. No contabiliza externalidades negativas. Cuando los recursos naturales de un país disminuyen, se consumen excesivamente rápido o se produce contaminación, aparecen factores que hacen disminuir el bienestar social que no están contabilizados dentro del PIB.
3. No toda la producción incrementa el bienestar material. Cierto tipo de gastos contabilizados del PIB no tienen por objeto ser consumidos o aumentar las posibilidades de producción, sino que sólo tienen por objeto protegernos de posibles externalidades negativas. Tal es el caso de los gastos militares o en seguridad.

Existen medidas alternativas de la renta nacional que contabilizan de alguna manera los factores englobados en las críticas 2 y 3, estos indicadores son: el índice  de bienestar económico sostenible (IBES) y el índice de progreso real (IPR), también conocido como índice de progreso genuino (IPG).

### Crítica de Kuznets
El primer crítico fue el mismo Simon Kuznets (1901-1985), creador del sistema estadounidense unificado de contabilidad nacional, e inventor del PIB. Kuznets fue muy crítico con la pretensión de medir el bienestar exclusivamente sobre la base del ingreso per cápita derivado del PIB. En un discurso ante el congreso estadounidense en 1934 advertía que:

es muy difícil deducir el bienestar de una nación a partir de su renta nacional (per cápita)
Simon Kuznets, 1934

Sin embargo sus advertencias fueron ignoradas y tanto economistas como políticos siguieron equiparando prosperidad y crecimiento del PIB per cápita. Así años más tarde en su declaración ante el congreso amplió sus críticas cuando declaró:

Hay que tener en cuenta las diferencias entre cantidad y calidad del crecimiento, entre sus costes y sus beneficios y entre el plazo corto y el largo. [...] Los objetivos de "más" crecimiento deberían especificar de qué y para qué
Simon Kuznets, 1962

## Índices alternativos para medir el bienestar

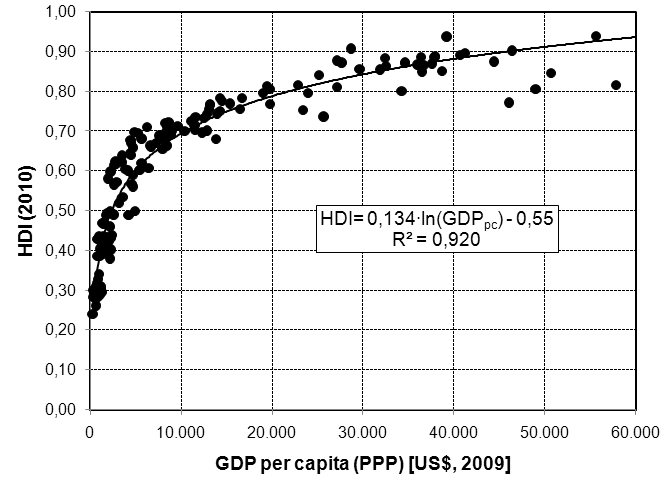
Relación entre el índice de desarrollo humano(IDH) y el PIB per cápita. Puede observarse que existe una altísima correlación entre el HDI y el logaritmo del PIB per cápita.

Existen índices o medidas alternativas de la renta nacional que contabilizan de alguna manera los factores no englobados en el PIB y en el PIB per cápita.

### Índices para medir la distribución de la renta
Como se ha indicado para medir aproximadamente la distribución uniforme de la renta entre todos los individuos de un país determinado.
- Coeficiente de Gini
- Índice de Atkinson

### Índices para medir el bienestar
Algunos de los indicadores más idóneos para medir el bienestar social de un país son:
- Índice de bienestar económico sostenible - (IBES) (basado en las ideas presentadas por W. Nordhaus y James Tobin en su Measure of Economic Welfare, el término fue acuñado en 1989 por Herman Daly y John Cobb)
- Índice de progreso real - IPR o índice de progreso genuino IPG, este índice es como el IBES pero con más variables[9]
- Índice de desarrollo humano - (IDH) (Naciones Unidas)
- Índice Forham de salud social - (IFSS) Mide 16 indicadores incluida la tasa de mortalidad, el abuso y la pobreza infantil, el suicidio, el consumo de drogas, abandono escolar, ganancias medias, desempleo, cobertura sanitaria, pobreza en ancianos, homicidios, vivienda y desigualdad social.[10][8][11]
- Índice de bienestar económico - IBE. Considera el índice de ahorro de las familias y la acumulación de capital tangible, como el valor de la vivienda, que mide la sensación de seguridad futura.[8][12]

## Índices de desarrollo humano y pobreza
Además del índice de desarrollo humano (IDH), que entre sus parámetros cuenta con la Renta per cápita, existen otros, indirectos, que son aquellos que indican el grado de pobreza, subdesarrollo o privación. 
- Índice de pobreza multidimensional (IPM o MPI -Multidimensional Poverty Index-), desde 2010 suplanta a los índices de pobreza humana (IPH e IPH-1/IPH-2)[13]

- Índice de pobreza o indicadores de pobreza

- Índice de pobreza humana para países en desarrollo (IPH-1, elaborado a partir de 1998).
- Índice de pobreza humana para países de la OCDE seleccionados (IPH-2, elaborado a partir de 1998).

- Índice de desarrollo humano relativo al género (IDG, elaborado a partir de 1996).
- Índice de potenciación de género (IPG, elaborado a partir de 1996).
- Índice de privación material o Indicador de privación material -Aplicado en el reino unido en 2010, que incluye el cálculo pobreza en el ingreso y el cálculo de la privación material; mejora el propuesto cálculo complementario de pobreza (SPM) de Estados Unidos para 2011.[14]